# シオノギファーマ
シオノギファーマ株式会社（英: Shionogi Pharma Co., Ltd.）は医療用医薬品の製造や製造受託、治験薬・分析試験・医薬エンジニアリング等の受託を行う企業。塩野義製薬の100%子会社。

## 沿革
- 2018年（平成30年）10月1日 - 塩野義製薬がグループでの生産関連機能を担う100%子会社として設立[2]。
- 2019年（平成31年）4月1日 - 塩野義製薬の医薬品生産事業を会社分割（簡易吸収分割）により承継。同時に、医薬品用および治験薬用原薬等の製造受託等を担っていたシオノギファーマケミカル株式会社と医薬品の分析受託等を担っていたシオノギ分析センター株式会社のグループ会社2社を吸収合併し[3]、営業を開始[4]。
- 2020年（令和2年）10月1日 - 長瀬産業が保有していたナガセ医薬品株式会社の全株式を同社から取得し、100%子会社化[5]。
- 2021年（令和3年）11月25日 - 当社・千代田化工建設・大成建設・藤本化学製品・竹中工務店・横河電機・長瀬産業の7社の共同出資により、医薬品原薬・中間体の開発製造受託事業を担うPharmira株式会社（読み:ファーミラ）を設立。翌年4月1日より事業開始[6]。
- 2022年（令和4年）
  - 4月1日 - 子会社のナガセ医薬品株式会社を吸収合併[7]。同社本社は伊丹工場として編入される。
  - 7月1日 - グループブランドマークの制定[8]に伴い、「SHIONOGI」のロゴタイプが入り、社名ロゴをグループ共通のフォントへ変更。
- 2024年（令和6年）4月1日 - Pharmira株式会社を吸収合併[9]。
- 2025年（令和7年）
  - 4月1日 - 株式会社UMNファーマのワクチン生産事業を吸収分割により承継。同社の秋田工場を当社工場として組み込む[10]。
  - 7月1日 - シオノギ分析センター株式会社から事業を承継し行っていた抗がん薬曝露調査事業を環境未来株式会社へ譲渡[11]。

## 生産・研究拠点

### 生産拠点
- 摂津工場
  - シオノギファーマ本社に併設。シオノギ主力製品の製剤や小分包装を行う。
- 金ケ崎工場
  - 自社開発の抗生物質やがんの疼痛治療薬の原末から製剤・包装までの一貫製造と、開発された抗生物質の新薬のパイロット製造を行う。
- 徳島工場
  - 治験原薬や商業用原薬などの医薬品原薬製造を行う。
- 伊丹工場
  - 注射剤や液剤の製造を行う。かつてはナガセ医薬品の本社兼工場であった。

また、新たな製造拠点として秋田工場を開設予定である。

### 技術・開発拠点
- 尼崎事業所
  - 医薬品の製造・開発、治験薬の製造や新規技術開発を行う。かつては医薬品製造を行う塩野義製薬杭瀬工場であった。敷地内には塩野義製薬のCMCイノベーションセンターを併設。